# Festival Qingming
O Festival Qingming é um tradicional festival chinês para reverência aos mortos, realizado no início do mês de abril. É também conhecido como o dia da limpeza dos túmulos.

## Origem
Assim como a maioria das datas especiais chinesas, o Qingming se baseia no calendário lunissolar chinês e ocorre sempre no primeiro dia do quinto período solar, equivalendo aos dias 4–6 de abril no calendário gregoriano.
O festival Qingming originou-se na dinastia Tang. Naquele período, os chineses ricos passaram a fazer cerimônias cheias de luxo e ostentação para seus ancestrais em qualquer época do ano,repetindo-as várias vezes. As cerimônias passaram a ser consideradas excessivas, e como forma de conter essa prática, o Imperador Xuanzong determinou em 732 d.C. que o culto aos ancestrais só poderiam ser realizados uma vez ao ano, durante o Qingming.
A celebração possui duas conotações: a de alegria, por poder apreciar o tempo agradável e florido da primavera; e a de luto, pela veneração aos ancestrais, através do cuidado com o túmulo da família.
O Qingming é visto como um festival alegre, pois após seu encerramento as temperaturas se elevam e a chuva aumenta, sendo assim, segundo a tradição chinesa, o momento do plantio, da chegada das temperaturas amenas da primavera e da esperança de uma colheita farta.
Por outro lado, o festival é também conhecido como um momento de luto, pois é o momento de cultuar os mortos. Os cemitérios, neste período, costumam ficar lotados de pessoas que vão até lá para limpar e enfeitar os túmulos de sua família. Nas regiões do interior da China, as pessoas vão ao campo, pois nessas regiões há a tradição de se enterrar os mortos nas terras da família, em local nobre e protegido das enchentes.
Esse dia voltou a ser, em 2008, um feriado oficial na China.

## Tradições do Festival

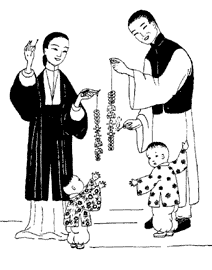
Ilustração de uma família chinesa queimando papéis em reverência aos mortos.

### Comida típica
A comida tradicional do festival é o qingtuan, uma espécie de bolinho feito de arroz e vegetais cuja cor é comparada à do jade. Também é costume comer ovos, para trazer boa saúde durante todo o ano.

### Superstição
Durante o festival, os chineses costumam colocar ramos de salgueiro em suas portas e/ou carregar um ramo consigo. Eles acreditam que os ramos de salgueiro ajudarão a afastar os espíritos malignos que vagueiam durante o festival.

### Colheita do chá
O feriado tem um significado na cultura do chá no que diz respeito à sua colheita. O chá que é colhido antes do festival é conhecido como 'pré-Qingming' (em chinês:  清明 前) e possui o preço mais elevado. A valorização do chá colhido nesse período dá-se pela crença de que, sendo colhido nessa época, o chá torna-se de sabor mais leve e mais sutil do que os colhidos após o festival.

### Piquenique
Durante o Qingming é costume as famílias fazerem um piquenique ao redor do túmulo de seus familiares. Trata-se de um ato simbólico para que os ancestrais saibam que não foram esquecidos por seus descendentes e familiares. Os pratos servidos devem sempre ser em números pares e deve haver uma tigela de arroz com alguns palitos de incenso.

### Queima de bens materiais
Simbolicamente, durante o Qingming, é feita a queima dos bens materiais dos mortos. Para isso são utilizados dinheiro de papel e pequenas representações dos bens materiais que a pessoa tinha em vida, como casa, carro, empregados, telefone, etc. Tradicionalmente, acredita-se que os mortos precisam dos bens para continuar usufruindo uma vida próspera após a morte.